# Alwin Reinke
Alwin Reinke (* 8. Oktober 1877 in Rechterfeld; † 1. April 1949 in Vechta) war ein deutscher Rechtsanwalt, Lokalpolitiker im Oldenburger Münsterland und Schriftsteller.

## Leben
Alwin Reinke war der Sohn des Bauern Hermann Heinrich Reinke (1829–1899) und dessen Frau Anna Katharina geb. Berens (1840–1906). Nach Besuch einer einklassigen Landschule ging er auf das Gymnasium Antonianum Vechta. Schon während seiner Schulzeit begann er, für das Hoyaer Wochenblatt Lokalnotizen und Gedichte zu schreiben, die später von Leo (Tepe) van Heemstede in den Dichterstimmen abgedruckt wurden. Nach dem Abitur im Sommer 1899 nahm Reinke das Studium der Rechts- und Staatswissenschaften in Freiburg auf. In dieser Zeit schloss er sich der Katholischen Deutschen Studentenverbindung Hercynia an. Nach einem Semester wechselte er nach Berlin und dann von dort nach zwei Semestern nach Kiel. Dort legte er das Staatsexamen ab und promovierte anschließend an der Universität Rostock. Nach dem zweiten Staatsexamen kam er nach Oldenburg und wurde Sozius in dortigen Kanzlei Greving.
Ab September 1915 war Reinke als Artillerieoffizier Teilnehmer des Ersten Weltkriegs. Nach der Rückkehr am Kriegsende lebte er zunächst auf dem Hof seines Schwiegervaters, des Ökonomierats und Gemeindevorstehers Joseph Anton Meyer (1855–1933), in Hemmelsbühren bei Cloppenburg. 1919 zog er nach Vechta, wo er eine eigene Kanzlei eröffnete.
Bereits ab 1907 hatte sich Reinke in der Zentrumspartei und im Windthorstbund Oldenburg engagiert, den er bis zum Kriegsausbruch 1914 als Vorsitzender anführte. Außerdem war er als Vorsitzender des Oldenburger Windthorstbundes Delegierter für den Landesausschuss der Zentrumspartei. Nach Kriegsende engagierte sich Reinke wiederum politisch, wurde 1919 schließlich Landesvorsitzender des Zentrums und gehörte damit auch dem Reichsausschuss der Partei an. Diese Funktionen bekleidete er bis zur Auflösung des Zentrums 1933. Daneben war er Mitglied des Staatsgerichtshofs für das Deutsche Reich, der zum Schutz der Republik und der Reichsverfassung aus Anlass der Ermordung von Außenminister Walther Rathenau 1922 gegründet worden war. Nach Auflösung der Zentrumspartei 1933 zog er sich aus dem politischen Leben zurück.

## Familie
Reinke heiratete am 20. August 1908 Elisabeth Meyer aus Hemmelsbühren (1882–1981). Aus der Ehe gingen drei Töchter und ein Sohn hervor, der im Zweiten Weltkrieg fiel.

## Schriftstellerische Tätigkeit
Mit seiner Frau teilte Reinke die Tätigkeit als Schriftsteller, die er neben seinen anwaltlichen und politischen Tätigkeiten immer wieder verfolgte. Seine Sammlung Visbeker Sagen erreichte 1919 sogar eine zweite Auflage. Weiterhin veröffentlichte er seine Lebenserinnerungen, die zwei Jahre vor seinem Tod erschienen. In diesem Werk beschrieb Reinke mit Humor und zuweilen bissig zum einen die Menschen, denen er als Rechtsanwalt begegnete, zum anderen die zahlreichen Persönlichkeiten der Weimarer Republik, mit denen er als Politiker in Kontakt kam. So widmete er seinen politischen Mitstreitern, dem Vorsitzen den der Reichspartei des Zentrums, Karl Trimborn sowie den Reichskanzlern Constantin Fehrenbach und Wilhelm Marx Kapitel in diesem Werk. Weiterhin geben seine Lebenserinnerungen Zeugnis für seine tiefe Verbundenheit mit dem katholischen Glauben. Seine Texte wurden häufig in Heimatblättern und regionalen Tageszeitungen nachgedruckt.

## Schriften (Auswahl)
- Visbeker Sagen. Vechta. 1919.
- Gedichte. Löningen. 1936.
- Aus einem stillen Winkel. Lebenserinnerungen eines alten Mannes. Vechta. 1947.